# Avirey-Lingey
Avirey-Lingey é uma comuna francesa na região administrativa de Grande Leste, no departamento de Aube. Estende-se por uma área de 17,85 km². Em 2010 a comuna tinha 213 habitantes (densidade: 11,9 hab./km²).